# Zastava Milana
Zastava Milana je zastava talijanskog grada Milana. Riječ je o bijeloj jednobojnici unutar koje se nalazi crveni križ. Sama zastava je inspirirana zastavom Genove a razlika je u nijansama crvene boje. Posvećena je sv. Ambroziju koji je bio milanski biskup u razdoblju od 374. do 397. godine a kasnije je postao svetac i zaštitnik grada kojem je posvećena bazilika sv. Ambrozija.
Navodno se sama zastava počela koristiti već u 10. stoljeću, dakle prije pojave heraldike i križara koji su koristili crveni križ kao svoj simbol.

## Galerija slika
- Zastava Genove.
- Zastava Engleske.

## Vidjeti također
- Grb Milana
- Milano

## Vanjske poveznice
- Milan (Lombardy, Italy)